# Cichlopsis chubbi
Cichlopsis chubbi, "kastanjestrupig skogstrast", är en fågelart i familjen trastar inom ordningen tättingar. Den betraktas oftast som underart till kanelskogstrasten (Cichlopsis leucogenys), men urskiljs sedan 2016 som egen art av Birdlife International och IUCN.
Taxonet förekommer i Andernas västsluttning i sydvästra Colombia (västra Valle) och nordvästra Ecuador. Den kategoriseras av IUCN som nära hotad.